# Американский пирог: Свадьба
«Американский пирог 3: Свадьба» (англ. American Wedding, дословно «Американская свадьба») — американский комедийный фильм 2003 года, написанный Адамом Херцем и снятый Джесси Диланом. Это продолжение фильмов «Американский пирог» (1999) и «Американский пирог 2» (2001), а также третья часть театральной серии «Американский пирог». Это должен был быть последний фильм франшизы, завершающий её как трилогию. Это последний фильм серии, сценарий которого написал Херц, создавший концепцию франшизы, а также единственный театральный фильм серии, в котором не появляются Крис Кляйн (Оз), Крис Оуэн (Шерман), Мена Сувари (Хизер), Тара Рид (Вики), Шеннон Элизабет (Надя) и Наташа Лионне (Джессика).
Основной сюжет фильма сосредоточен на свадебной церемонии Джима Левенстайма и Мишель Флаерти, а в центре сюжета — Стив Стифлер и его возмутительные выходки, включая попытку организовать мальчишник и соревнование с Финчем в завоевании сердца сестры Мишель, Кэденс.
Вышедший 1 августа 2003 года фильм «Американский пирог 3: Свадьба» стал самой низкокассовой частью в серии фильмов «Американский пирог», хотя он все равно имел кассовый успех, собрав 232,7 млн долларов по всему миру при бюджете в 55 млн долларов. Как и предыдущие два фильма, «Американский пирог 3: Свадьба» получил неоднозначные отзывы критиков, которые снова разделились по поводу юмора, но похвалили игру актёров, особенно Скотта.
Позже франшиза была расширена в серию самостоятельных спин-оффов под общим названием «Американский пирог представляет», вышедших сразу на DVD, которые начались с выпуска «Американский пирог представляет: Музыкальный лагерь» (2005). Прямое продолжение «Американский пирог 3» под названием «Американский пирог: Все в сборе» было выпущено в 2012 году.

## Сюжет
В Ист-Грейт-Фолс, штат Мичиган, в ресторане Джим Левенстайм намекает своей девушке Мишель, что собирается сделать ей предложение, пока его отец не звонит ему, чтобы сообщить, что он оставил кольцо дома. Мишель неверно понимает намеки Джима и делает ему минет под столом. Когда его отец приходит с кольцом, пара оказывается публично разоблаченной. Несмотря на неловкость, Мишель принимает предложение Джима.
Джим и Мишель исключают своего знакомого, грубого и вульгарного Стивена Стифлера, из свадебных планов, но он замечает праздничную вечеринку, проходя мимо, и настаивает на своем участии, увидев возможность заняться сексом с подружками невесты. Джим соглашается позволить Стифлеру присоединиться в обмен на то, что он научит Джима танцевать, чтобы он мог удивить Мишель. Стифлер, Джим и его друзья Пол Финч и Кевин Майерс отправляются в Чикаго, чтобы заполучить свадебное платье мечты Мишель, и выслеживают дизайнера в гей-баре. Неуверенность Стифлера в отношении гомосексуалистов раздражает посетителей, но он побеждает их во время танца с крупным геем по имени Медведь. Развлеченный, Медведь предлагает предоставить стриптизерш для мальчишника Джима, в то время как дизайнер соглашается сшить платье Мишель.
Младшая сестра Мишель, Кэденс, возвращается в Мичиган на свадьбу после расставания со своим парнем, потому что он не хотел лишать ее девственности. Надеясь завоевать Кэденс, Стифлер ведет себя утонченно и умно, как Финч, в то время как Финч ведет себя вульгарно и некультурно, как Стифлер, и Кэденс испытывает симпатию к ним обоим. Тем временем Джим начинает сомневаться в браке, беспокоясь, что он был только с одной женщиной. Неловкие заверения его отца не убеждают Джима. Стифлер старается вести себя культурно при матери Мишель, чтобы заполучить её уважение и не быть изгоем на свадьбе в её глазах. Стифлер, Финч и Кевин врываются в дом родителей Джима, чтобы удивить Джима мальчишником и стриптизершами Медведя, не подозревая, что Джим приведет родителей Мишель на ужин. Мальчики скрывают вечеринку от родителей Мишель, пока ее мать не находит раздетого и связанного Кевина в шкафу. Стифлер убеждают ее родителей, что это тщательно продуманный заговор, чтобы произвести на них впечатление, изображая Джима как героя, который спасает Кевина. Тем самым Стифлер получает ещё большее уважение от матери Мишель и та поручает ему хранить обручальное кольцо.
В округе Гранд-Траверс, штат Мичиган , подготовка к свадьбе идет полным ходом, несмотря на неудачи, когда сбритые лобковые волосы Джима засасываются в кухонную вентиляцию, уничтожая свадебный торт, его бабушка выражает недовольство тем, что Мишель не еврейка и свадьбы быть не может, а Стифлер случайно скармливает обручальное кольцо собаке. Кэденс признается, что ей нравится Стифлер, но задается вопросом, не притворяется ли он другим рядом с ней. После того, как Кэденс соглашается переспать со Стифлером, он крадет бутылку шампанского из кухни, непреднамеренно выключая холодильную камеру и убивая свадебные цветы внутри. Джим и Мишель требуют, чтобы Стифлер ушел, поддерживаемые Кэденс, которая узнала о его истинной личности и намерениях.
Чувствуя себя виноватым, Стифлер работает всю ночь, чтобы убедить флориста собрать новые цветочные композиции, и заручается поддержкой игроков своей школьной футбольной команды и Медведя. Увидев новую композицию, Мишель и Джим прощают Стифлера, а Кэденс примиряется с ним, видя, что он действительно заботится о своих друзьях, и соглашается заняться с ним сексом в кладовке перед свадьбой. Джим задерживает Стифлера, который благодарит его, Финча и Кевина за их помощь и поддержку на протяжении многих лет. Не зная, что Кэденс тоже задерживается, Стифлер заходит в темную кладовку и занимается сексом с кем-то, кто оказывается бабушкой Джима, которую туда поместили швейцары из-за ее неприятной личности. Бабушка Джима после этого становится более приятной, к радости отца Джима и Мишель. Пытаясь выразить свои чувства через свои клятвы, Мишель просит отца Джима о помощи, который объясняет, что любовь — это не просто чувство, а действия, которые они совершают друг для друга; она радостно благодарит и называет его папой.
Мишель и Джим женятся и танцуют свой первый танец вместе, втайне признавая свою общую неловкость и извращения, которые делают их идеальными друг для друга. Стифлер танцует с Кэденс, в то время как отвергнутый Финч сидит один, пока не придет мама Стифлера. Хотя они соглашаются, что они забыли друг друга после своих предыдущих свиданий,  они оба удаляются в ее комнату. Фильм заканчивается тем, что Джастин и Джон подглядывают за мамой Стифлера в джакузи, но оказывается, что под водой Финч делал ей куннилингус, а потом они занимались сексом.

## В ролях
| Актёр             | Роль            |
| ----------------- | --------------- |
| Джейсон Биггс     | Джим Левенштайн |
| Шон Уильям Скотт  | Стив Стифлер    |
| Элисон Ханниган   | Мишель Флаерти  |
| Эдди Томас        | Пол Финч        |
| Томас Йен Николас | Кевин Майерс    |
| Дженьюари Джонс   | Кэденс Флаерти  |

## Производство
Сцена свадьбы на открытом воздухе была снята в отеле Ritz-Carlton Half Moon Bay недалеко от Сан-Франциско.

## Саундтрек
Саундтрек фильма включает песни Van Morrison, Blue October, The Working Title, Foo Fighters, Feeder, Avril Lavigne, American Hi-Fi, Sum 41, the All-American Rejects, Joseph Arthur, New Found Glory и Hot Action Cop. Песни Everclear, Badly Drawn Boy и The Libertines также присутствуют в фильме. Обратите внимание, что большинство использованных песен уже были синглами. Кроме того, это первый фильм, в котором песня "Laid" (Мэтт Натансон исполняет песню группы James) звучит и в трейлере, и во вступительной части. Это также единственный фильм в серии, в котором не звучит песня "Mrs. Robinson" в сцене, где Финч занимается сексом с матерью Стифлера. Это также первый из фильмов серии "Американский пирог", в котором не звучит песня Anomaly (Calling Your Name) или песня группы Blink 182.
Песня "Into the Mystic", звучащая в конце фильма, когда Джим и Мишель выходят на танцпол на приеме, начинается как запись Вана Моррисона, но в середине фильма она меняется на кавер-версию группы The Wallflowers по причинам лицензирования.
Саундтрек к фильму занял 23 место в чарте Billboard 200.
| Номер | Название                 | Исполнитель                          | Длительность |
| ----- | ------------------------ | ------------------------------------ | ------------ |
| 1.    | "Times Like These"       | Foo Fighters                         | 4:26         |
| 2.    | "The Anthem"             | Good Charlotte                       | 2:55         |
| 3.    | "Forget Everything"      | New Found Glory                      | 2:33         |
| 4.    | "The Hell Song"          | Sum 41                               | 3:19         |
| 5.    | "Swing, Swing"           | The All-American Rejects             | 3:54         |
| 6.    | "I Don't Give"           | Avril Lavigne                        | 3:37         |
| 7.    | "Laid"                   | Matt Nathanson                       | 3:03         |
| 8.    | "The Art of Losing"      | American Hi-Fi                       | 3:22         |
| 9.    | "Fever for the Flava"    | Hot Action Cop                       | 4:03         |
| 10.   | "Give Up the Grudge"     | Gob                                  | 2:58         |
| 11.   | "Bouncing Off The Walls" | Sugarcult                            | 2:22         |
| 12.   | "Come Back Around"       | Feeder                               | 3:12         |
| 13.   | "Any Other Girl"         | NU                                   | 3:23         |
| 14.   | "Beloved"                | The Working Title                    | 4:28         |
| 15.   | "Calling You"            | Blue October                         | 3:58         |
| 16.   | "Honey and the Moon"     | Joseph Arthur                        | 4:44         |
| 17.   | "Into the Mystic"        | The Wallflowers (Van Morrison cover) | 3:39         |

## Релиз
"Американский пирог 3: Свадьба" вышла в прокат в США 1 августа 2003 года и заняла первое место с $33 369 440, а в следующие выходные упала на 53,7%, заняв третье место после новых релизов "S.W.A.T.: Спецназ города ангелов" и "Чумовой пятницы". Через 5 месяцев (20 ноября 2003 года) фильм собрал $104,565,114 внутри страны и $126,884,089 за рубежом, а его мировые сборы составили $231,449,203 при бюджете $55 млн. Несмотря на огромный кассовый успех, это самый низкокассовый фильм серии, собравший на $3 млн меньше, чем "Американский пирог: Все в сборе" в 2012 году.
Третий фильм собрал $15,85 млн. на DVD и стал седьмым фильмом DVD-проката в 2004 году.

## Прием
"Американский пирог 3: Свадьба", как и второй фильм, получил смешанные отзывы критиков. Rotten Tomatoes, агрегатор рецензий, присвоил фильму рейтинг 54%, основанный на 155 рецензиях, со средней оценкой 5,8/10. Критический консенсус сайта гласит: "Более грубый и еще более брутальный, чем первые два "Американских пирога", фильм "Американский пирог 3" должен понравиться поклонникам серии." На Metacritic фильм получил оценку 43 из 100, основанную на 34 оценках критиков, что означает "смешанные или средние отзывы".
Роберт Килер из Variety сравнил фильм с работами Джона Уотерса и назвал его "сильным завершением" франшизы. Роджер Эберт поставил фильму 3/4 звезды и написал, что фильм "является доказательством гипотезы о том, что ни один жанр не подлежит искуплению. Элвис Митчелл из The New York Times написал, что фильм "так старается быть безвкусным, что это почти причудливо". Мик ЛаСалль из San Francisco Chronicle поставил фильму 2/5 звезд и назвал его натянутым и отчаянно пытающимся найти шутки.

## Продолжение
В октябре 2008 года Universal Pictures дала зеленый свет четвертому фильму «Американский пирог» для показа в кинотеатрах. Фильм вошел в стадию подготовки к съемкам в апреле 2010 года. Несмотря на отсутствие в третьем фильме, ведущие актеры Крис Клейн, Мена Сувари, Тара Рид, Шеннон Элизабет и Наташа Лионн подписали контракт на участие в четвертой части.
Фильм под названием «Американский пирог: Все в сборе» вышел в прокат 6 апреля 2012 года. Кляйн, Сувари и Рид сыграли главные роли в ансамбле, в то время как Лионн и Элизабет появились в эпизодических ролях.